# 大友克洋傑作集
『大友克洋傑作集』（おおともかつひろけっさくしゅう）は、大友克洋による漫画短編集。
『ハイウェイスター』『さよならにっぽん』『ショート・ピース』の全3巻が発行された。

## ハイウェイスター
1979年10月30日発行。

### 収録作品
括弧内は初出。出版社はすべて双葉社。
- 家族（週刊漫画アクション、1978年、9月21日号）
- スカッとスッキリ（週刊漫画アクション、1975年、8月7日号）
- 酒井さんちのユキエちゃん（別冊漫画アクション、1976年、7月16日号）
- 雀が中（漫画アクション増刊、1977年、7月12日号）
- ハイウェイスター（漫画アクション増刊、1976年、9月1日号）
- 天網恢恢疎にして漏らさず（漫画アクション増刊、1977年、7月27日号）
- つやのあとさき（漫画アクション増刊、1978年、7月8日号）
- 星霜（別冊漫画アクション、1977年、7月1日号）
- あしたの約束（漫画アクション増刊、1978年、10月27日号）
- さよならのおみやげ（漫画アクション増刊、1978年、1月10日号）

## さよならにっぽん
1981年7月16日発行。

### 収録作品
括弧内は初出。出版社はすべて双葉社。
- East of The Sun, West of The moon（原案：狩撫麻礼、週刊漫画アクション、1979年、3月8日号）
- さよならにっぽん
  - さよならにっぽんI（週刊漫画アクション、1977年、8月4日号）
  - さよならにっぽんII（週刊漫画アクション、1977年、9月8日号）
  - さよならにっぽんIII（週刊漫画アクション、1977年、10月20日号）
  - さよならにっぽんIV（週刊漫画アクション、1978年、1月5日号）
  - さよならにっぽんV（週刊漫画アクション、1978年、2月23日号）
- 聖者が街にやって来る（週刊漫画アクション、1978年、5月10日・5月17日・5月24日・5月31日号）
- A荘殺人事件（週刊漫画アクション、1980年、2月28日号）

## ショート・ピース
1984年11月24日発行。奇想天外社より1979年3月10日に発行されたものの再刊本。

### 収録作品
括弧内は初出。「ヤングコミック」「増刊ヤングコミック」は少年画報社。他は双葉社。
- 宇宙パトロール・シゲマ（漫画アクション増刊、1977年、2月1日号）
- 'ROUND ABOUT MIDNIGHT（漫画アクション増刊、1977年、4月5日号）
- School-boy on goodtime（漫画アクション増刊、1976年、12月3日号）
- 任侠シネマクラブ（ヤングコミック、1978年、10月25日号）
- 大麻境（増刊ヤングコミック、1978年、9月20日号）
- WHISKY-GO-GO（漫画アクション増刊、1977年、6月14日号）
- NOTHING WILL BE AS IT WAS（漫画アクション増刊、1977年、5月13日号）
- 夢の蒼穹（漫画アクション増刊、1977年、1月7日号）
- 犯す（漫画アクション増刊、1976年、8月9日号）